# 影像復原
影像復原的目的是在預先定義好的意義上改善一幅影像，不同於影像增強主要是一個主觀的程序，影像復原大致為一個客觀的程序。修復是利用退化現象的某種先驗知識，試圖把已經退化的影像加以重建或修復。

## 影像退化/復原程序的模型
如下圖，退化程序可以被模式化成一個退化函數（Degradation function），連同加成性雜訊（Noise）η(x,y)共同作用在一輸入影像f(x,y)上，產生一退化影像g(x,y)：
{\displaystyle g(x,y)=H[f(x,y)]+\eta (x,y)}
因此就可以利用對退化函數H以及雜訊η(x,y)的了解，來獲得一個原始影像的估測f ̂(x,y)。如果H為一個線性空間不變量（linear spatially invariant）的程序，則可以證明退化影像在空間域（spatial domain）為
{\displaystyle g(x,y)=h(x,y)*f(x,y)+\eta (x,y)}
其中h(x,y)是退化函數的空間表示，*代表迴旋積（convolution），因此我們可以將上式中的模型寫成等效的頻率域（frequency domain）表示式：
{\displaystyle G(u,v)=H(u,v)F(u,v)+N(u,v)}
其中大寫字母的各項是對於迴旋積方程式中各項的傅立葉轉換。而影像的復原可以大致分為兩個情形進行分析，第一為假定H是一個恆等運算子，而我們只處理由雜訊所造成的退化。而第二個情形是檢視在H和η都存在的情況進行影像的復原。

## 雜訊模型
雜訊模型的特性與效應對影像的復原是很重要的，而雜訊模型大致可以分為兩個基本類型：空間域中的雜訊（由雜訊機率密度所描述）和頻率領域中的雜訊（由雜訊的各種傅立葉性質所描述）

### 常見的雜訊模型
- 高斯（Gaussian）

{\displaystyle p(z)={\frac {1}{{\sqrt {2\pi }}\sigma }}e^{-(z-\mu )^{2}/2\sigma ^{2}}}
- 雷利（Rayleigh）

{\displaystyle p(z)={\frac {2}{b}}(z-a)e^{-(z-a)^{2}/b}} ,for z≥a
- Erlang,Gamma(a,b)

{\displaystyle p(z)={\frac {a^{b}z^{(}b-1)}{(b-a)!}}e^{(}-az)} ,for z≥0
- 指數型態（Exponential）

{\displaystyle p(z)=e^{-az}} ,for z≥0
- 鹽與胡椒（salt-and-pepper）

{\displaystyle p(z)=P_{a}\sigma (z-a)+P_{b}\sigma (z-b)}

### 估計雜訊參數
通常藉由分析影像的傅立葉頻譜來估測週期性雜訊的參數。週期性雜訊有產生頻率尖波的傾向，即使用肉眼也通常能夠檢視。在雜訊間波很顯著的情況，或者當對有關干擾的頻率有些了解時，自動化的操作分析是可能的。
對於在空間域的雜訊，從感測器規格可大略知道PDF的參數，但是從樣本影像來估測這些參數是必要的。因此變成了從雜訊的平均值和變異數來估測解PDF所需的參數a和b的一個問題。設z_i為在一影像中表示強度為準的一個離散隨機變數，並假設p(zi)，i=0,1,2,3,…,L-1為相對應的正規化的直方圖，其中L是可能的強度值數目。一個值方圖的成分p(zi)是強度值zi發生機率的一個估測，且值方圖可以視為強度PDF的一個近似。

## 空間域濾波

### 平均濾波器
- 算術平均濾波器Arithmetic Mean Filter
- 幾何平均濾波器Geometric Mean Filter
- 調和平均濾波器Harmonic Mean Filter
- 反調和平均濾波器Contraharmonic Mean Filter

### 排序統計值（Order-Statistics）濾波器
- 中值濾波器Median Filter
- 最大值最小值濾波器Max and Min Filter
- 中間點濾波器Midpoint Filter
- Alpha修整平均濾波器Alpha-trimmed Mean Filter

### 適應性空間（Adaptive）濾波器

#### 適應性中值濾波器（adaptive median filter）
Zmin=Sxy中的最小強度值
Zmax=Sxy中的最大強度值
Zmed=Sxy中的中間強度值
Zxy=在座標(x,y)處的強度值
Level A:
A1 = zmed – zmin
A2 = zmed – zmax
If A1 > 0 AND A2 < 0, Go to level B
Else increase the window size
If window size ≤ Smax repeat level A
Else output zxy
Level B:
B1 = zxy – zmin
B2 = zxy – zmax
If B1 > 0 AND B2 < 0, output zxy
Else output zmed

## 以頻率域濾波降低週期性雜訊
週期性雜訊經常以在傅立葉頻譜中可見的脈衝狀串集呈現。對這些成分濾波的主要方法是經由帶陷濾波。n階發特沃斯帶陷濾波器的轉移函數為：
{\displaystyle H(u,v)={\cfrac {1}{1+\left[{\cfrac {D_{0}^{2}}{D_{1}(u,v)D_{1}(u,v)}}\right]^{n}}}}
其中
{\displaystyle D_{1}(u,v)=[(u-M/2-u_{0})^{2}+(v-N/2-v_{0})^{2}]^{\frac {1}{2}}}
且
{\displaystyle D_{2}(u,v)=[(u-M/2+u_{0})^{2}+(v-N/2+v_{0})^{2}]^{\frac {1}{2}}}
其中(u0,v0)且依對稱性(-u0,-v0)是「凹陷」的位置，而D0是他們半徑的量測。

### 帶斥濾波器（Bandreject filters）
- 理想帶斥濾波器

{\displaystyle H(u,v)={\begin{cases}1&{\mbox{if }}D(u,v)<D_{0}-{\frac {W}{2}}\\0&{\mbox{if }}D_{0}-{\frac {W}{2}}\leqslant D(u,v)\leqslant D_{0}+{\frac {W}{2}}\\1&{\mbox{if }}D(u,v)>D_{0}+{\frac {W}{2}}\\\end{cases}}}
- 發特沃斯帶陷濾波器Butterworth Bandreject Filter

{\displaystyle H(u,v)={\cfrac {1}{1+\left[{\cfrac {D(u,v)W}{D^{2}(u,v)D_{0}^{2}(u,v)}}\right]^{2n}}}}
- 高斯帶斥濾波器Gaussian Bandreject Filter

{\displaystyle H(u,v)=1-e^{-{\frac {1}{2}}\left[{\cfrac {D^{2}(u,v)D_{0}^{2}(u,v)}{D(u,v)W}}\right]^{2}}}

### 帶通濾波器（Bandpass filters）
{\displaystyle H_{BP}(u,v)=1-H_{BR}(u,v)}

### 凹口型濾波器（Notch Filter）
{\displaystyle H_{NP}(u,v)=1-H_{NR}(u,v)}
- 理想凹口型濾波器Ideal Notch Reject Filter

{\displaystyle H(u,v)={\begin{cases}0&{\mbox{if }}D_{1}(u,v)\leqslant D_{0}{\mbox{ or }}D_{1}(u,v)\leqslant D_{0}\\1&{\mbox{otherwise }}\end{cases}}}
- 發特沃斯凹口型濾波器Butterworth Notch Reject Filter

{\displaystyle H(u,v)={\frac {1}{1+\left[{\cfrac {D_{0}^{2}}{D_{1}(u,v)D_{2}(u,v)}}\right]^{n}}}}
- 高斯凹口型濾波器Gaussian Notch Reject Filter

{\displaystyle H(u,v)=1-e^{-{\frac {1}{2}}\left[{\cfrac {D_{1}(u,v)D_{2}(u,v)}{D_{0}^{2}(u,v)}}\right]^{2}}}

## 直接反濾波
我們復原一張退化影像所能採取的最簡單方法是形成形式如下的一個估測：
{\displaystyle {\hat {F}}(u,v)={\frac {G(u,v)}{H(u,v)}}}
然後藉由{\displaystyle {\hat {F}}(u,v)}的反傅立葉轉換獲得域個影像的相對應估測，這個方法被稱為反濾波（inverse filtering），由影像復原模型，我們可以將我們的估測表示成：
{\displaystyle {\hat {F}}(u,v)=F(u,v)+{\frac {N(u,v)}{H(u,v)}}}
由此式可知，即使我們確切的知道H(u,v)，我們仍無法復原F(u,v)，因為雜訊分量是一個它的傅立葉轉換N(u,v)未知的隨機函數。此外通常實際上有一個問題是函數H(u,v)有許多零點。即使N(u,v)這一項可忽視，將他除以H(u,v)幾乎為零的值會主宰復原的估測。
試圖反濾波的典型方法是形成比值{\displaystyle {\hat {F}}(u,v)={\frac {G(u,v)}{H(u,v)}}}，然後限制獲得這個反濾波的頻率範圍到「接近」原點的頻率。此想法是H(u,v)中零點比較不可能再接近原點處發生，因為通常轉換的大小在該區域中有其最高值。有許多基調的變形，其中在H是零或靠近零的(u,v)處特別處理。這種方法有時稱為虛擬反（pseudoinverse）濾波。

## Wiener濾波
Wiener濾波尋求使以下統計誤差函數最小化的估測{\displaystyle {\hat {f}}} :
{\displaystyle e^{2}=E{(f-{\hat {f}}^{2})}}
其中E是期望值運算子而f是未退化的影像。此表示式在頻率域中的解為：
{\displaystyle {\hat {F}}(u,v)=\left[{\frac {1}{H(u,v)}}{\frac {\left|H(u,v)\right|^{2}}{\left|H(u,v)\right|^{2}+S_{\eta }(u,v)/S_{f}(u,v)}}\right]G(u,v)}
其中
{\displaystyle H(u,v)}=退化函數
{\displaystyle \left|H(u,v)\right|^{2}=H*(u,v)H(u,v)}
{\displaystyle H*(u,v)=H(u,v)}的共軛複數
{\displaystyle S_{\eta }(u,v)}=雜訊方功率頻譜
{\displaystyle S_{f}(u,v)}=未退化影像的功率頻譜
比值{\displaystyle S_{\eta }}(u,v)/{\displaystyle S_{f}}(u,v)稱為雜訊對訊號功率比，可以看出對所有u和v的相關值，如果雜訊功率頻譜為零，則此比值成為零，而Wiener濾波器簡化成在反濾波器。

## 影像去霧
在電腦視覺領域，存在霧的影像通常可以用大氣光以及場景至相機的透射率來建模：
{\displaystyle I(x)=J(x)t(x)+A(1-t(x))}
{\displaystyle I(x)}表示原始存在霧的影像，{\displaystyle J(x)}代表還原後的影像，{\displaystyle A}為大氣光，{\displaystyle t(x)}為場景至相機的透射率，
其中，透射率{\displaystyle t(x)}可以深度來建模：
{\displaystyle t(x)=e^{-\beta d(x)}}
{\displaystyle \beta }為大氣散射參數，{\displaystyle d(x)}為深度。
以此模型進行圖像還原：
{\displaystyle J(x)={\frac {I(x)-A}{t(x)}}+A}
因此，只要能夠估計出{\displaystyle t(x)}與{\displaystyle A}，即可進行影像去霧。估計透射率與大氣光的方法相當多樣，從基於觀察與統計的估算方法到使用深度學習模型的方法皆存在。

### 暗通道先驗（Dark Channel Prior）[2]
經由統計與觀察發現，由於在陽光的照射下，多數物體會自然產生陰影或是暗部，因此作者提出一個假設，在大部分室外無霧且非天空的影像中，在至少一個顏色通道中，會有部分像素的強度非常低並且接近0，可以稱之為暗通道並表示為{\displaystyle J^{dark}(x)=min_{y\in \Omega (x)}(min_{c\in \{r,g,b\}}J^{c}(y))}，其中{\displaystyle J^{c}}是影像Ｊ的其中一個顏色通道，而{\displaystyle \Omega (x)}是以{\displaystyle x}為中心的局部區塊。當影像{\displaystyle J}是室外無霧且非天空的影像時{\displaystyle J^{dark}\to 0}，而此現象即被稱為暗通道先驗。在論文的實驗部分，作者使用了Flickr的圖片來進行驗證，並且成功地證實了他們的猜想。根據作者的推論，暗通道先驗的成因主要包括三個方面。首先，物體的陰影部分導致了暗通道效應。其次，彩色物體在某一個顏色通道上的值會偏低，例如，綠色植物在紅色和藍色通道的值會較低。第三，深色物體（例如樹幹和石頭）也會導致暗通道效應。由於自然影像通常至少存在這三種狀況之一，即陰影、彩色物體或暗色物體，因此暗通道先驗是可行的，同時也可以在Flickr實驗圖片中觀察到這些現象，進一步支持了作者對於暗通道先驗成因的推論。

#### 基於暗通道先驗之透射率估計與影像還原
透過估計之透射率{\displaystyle {\tilde {t}}(x)=1-min_{y\in \Omega (x)}(min_{c}{\frac {I^{c}(y)}{A^{c}}})}，以及通過Single Image Dehazing或是其他估計大氣光之方法，估計出之大氣光{\displaystyle A}，即可套用{\displaystyle J(x)={\frac {I(x)-A}{t(x)}}+A}進行圖像去霧。